# Hamza Shibli
Hamza Shibli (in ebraico חמזה שיבלי‎?, in arabo حمزة شيبلي‎?; Shibli–Umm al-Ghanam, 19 agosto 2004) è un calciatore israeliano, centrocampista dell'Ironi K. Shmona in prestito dal Maccabi Haifa.

## Biografia
È nato nel nord di Israele da una famiglia di origini beduine.

## Carriera

### Club
Shibli è cresciuto nel settore giovanile del Maccabi Haifa, con cui ha firmato il primo contratto professionistico il 30 novembre 2022. Ha debuttato in prima squadra l'11 luglio 2023 nell'incontro di qualificazione per la Champions League vinto 4-0 contro l'Ħamrun Spartans.
Il 28 gennaio 2024 è stato ceduto in prestito al Maccabi Petah Tiqwa fino al termine della stagione e due giorni dopo ha segnato il suo primo gol in carriera fissando il punteggio sul definitivo 2-2 nei minuti finali della trasferta contro il Beitar Gerusalemme.
Il 20 agosto seguente è passato con la stessa formula all'Ironi K. Shmona.

### Nazionale
Ha giocato nella nazionale israeliana Under-19.
Il 7 maggio 2023 è stato incluso nella lista dei convocati per il Mondiale Under-20.
Successivamente ha giocato anche nella nazionale israeliana Under-21.

## Statistiche

### Presenze e reti nei club
Statistiche aggiornate al 2 dicembre 2024.
| Stagione        | Squadra            | Campionato      | Campionato | Campionato | Coppe nazionali | Coppe nazionali | Coppe nazionali | Coppe continentali | Coppe continentali | Coppe continentali | Altre coppe | Altre coppe | Altre coppe | Totale | Totale | Totale |
| Stagione        | Squadra            | Comp            | Pres       | Reti       | Comp            | Pres            | Reti            | Comp               | Pres               | Reti               | Comp        | Pres        | Reti        | Pres   | Reti   |        |
| --------------- | ------------------ | --------------- | ---------- | ---------- | --------------- | --------------- | --------------- | ------------------ | ------------------ | ------------------ | ----------- | ----------- | ----------- | ------ | ------ | ------ |
| 2023-2024       | Maccabi Haifa      | LHA             | 6          | 0          | CI+TC           | 0+1             | 0               | UCL+UEL            | 2+2                | 0                  | -           | -           | -           | 11     | 0      |        |
| 2023-2024       | Hapoel Petah Tiqwa | LHA             | 13         | 1          | CI+TC           | 1+0             | 0               | -                  | -                  | -                  | -           | -           | -           | 14     | 1      |        |
| 2024-2025       | Ironi K. Shmona    | LHA             | 6          | 0          | CI+TC           | 0               | 0               | -                  | -                  | -                  | -           | -           | -           | 6      | 0      |        |
| Totale carriera | Totale carriera    | Totale carriera | 25         | 1          |                 | 2               | 0               |                    | 4                  | 0                  |             | -           | -           | 31     | 1      |        |